# On the Come Up
On the Come Up, publicada el 5 de febrero de 2019 por Balzer + Bray, es una novela de literatura juvenil de la escritora estadounidense Angie Thomas. Cuenta la historia de Bri, una rapera de dieciséis años que espera ocupar el lugar de su padre y triunfar como leyenda del hip-hop clandestino. De la noche a la mañana, Bri se convierte en una sensación en Internet después de publicar un éxito de rap que genera controversia. Mientras, Bri se enfrenta a las dificultades y a la controversia en su camino hacia sus sueños. Está ambientado en el mismo universo (Garden Heights) que el primer libro de Thomas, El odio que das.

## Personajes principales
- Brianna Jackson: Brianna es la hija de Jay y Lawless y la hermana menor de Trey. También la llaman Bri o 'Lil Law', en honor a su difunto padre. Ella es una aspirante a leyenda del rap. En sus esfuerzos por triunfar como rapera, sus canciones generaron controversia en su comunidad. En la escuela tiene fama de matona entre los profesores por su comportamiento agresivo.
- Jayda "Jay" Jackson: la cariñosa madre de Brianna y Trey. Después del asesinato de su esposo recurrió a las drogas y sufrió depresión, pero luego dejó de consumir por temor a perder a sus hijos. Más tarde pierde su trabajo y lucha por encontrar otras opciones, pero siempre pone a sus hijos primero.
- Lawrence "Lawless" Jackson: el padre de Brianna y Trey, el esposo de Jay. Era una leyenda del rap clandestino, pero fue asesinado antes de que pudiera llegar a ser conocido como rapero.
- Trey Jackson: hermano mayor de Brianna, hijo de Jay y Lawless. Recibió una beca y luego obtuvo un título universitario. Trabajó en una pizzería para llegar a fin de mes y mantener a Jay y Brianna.
- Tía Pooh: la tía de Brianna y Trey y hermana menor de Jay. La tía Pooh es sobre todo conocida como traficante de drogas, pero mantiene una estrecha relación con Brianna.
- Sonny: leal y viejo amigo de Brianna. Él la apoya a pesar de todo, incluso a pesar de la controversia que ha sufrido Brianna.
- Malik: el enamorado de Brianna y también un amigo cercano. Es leal a Brianna, pero luego sale con otra chica.

## Personajes secundarios
- Kayla: la novia de Trey. Trabaja en la pizzería con él y también es conocida como la reina del rap.
- Curtis: el novio de Brianna. Es dulce y respeta a Bri.
- Milez: el hijo de Supreme. El enamorado de Sonny. Tiene sus propios seguidores como rapero de segunda categoría. Vive en una zona residencial de las afueras.
- Supreme: Supreme era el antiguo consejero de Lawless. Más tarde convence a Brianna para que trabaje con él.
- Abuela y abuelo: los abuelos paternos de Brianna, quienes cuidaron de ella y Trey cuando Jay se estaba recuperando de la adicción.
- Jojo: joven seguidor de Brianna, aspira a ser rapero.
- Chatarra: amigo de la tía Pooh.
- Shana: la novia de Malik.
- Lena: la novia de la tía Pooh.

## Recepción
On the Come Up fue bien recibida por la crítica, incluidas críticas destacadas de Booklist y Kirkus Reviews.
Kirkus señaló que las personas que lean el libro tendrán "una feliz experiencia" y los instaba a "Leerlo. Aprenderlo. Me encanta." Booklist dijo que era "tan explosiva" como la novela debut de Thomas, El odio que das, y señaló que "da a los lectores otra dinámica protagonista a la que seguir".
También recibió críticas positivas de The New York Times,Vox, y The Washington Post.

## Reconocimientos
On the Come Up fue un éxito de ventas del New York Times. The Horn Book Magazine y Kirkus Reviews' la nombraron una de las mejores novelas juveniles de 2019. Booklist lo incluyó en su lista "Los 10 mejores libros de arte para jóvenes" de 2019.
Tanto la edición del libro como la del audiolibro de On the Come Up son selecciones de Junior Library Guild.
| Año  | Otorgar                                                        | Resultado   | Ref.          |
| ---- | -------------------------------------------------------------- | ----------- | ------------- |
| 2019 | Lista de libros Elección de los editores : Libros para jóvenes | Selección   | [ 10 ]        |
| 2019 | Premios Boston Globe-Horn Book de ficción y poesía             | Finalista   | [ 11 ]        |
| 2019 | Premio Cybils de ficción para adultos jóvenes                  | Finalista   | [ 12 ]        |
| 2019 | Premio Goodreads Choice de ficción para adultos jóvenes        | Candidato   | [ 13 ]        |
| 2019 | Premio Kirkus de literatura para lectores jóvenes              | Finalista   | [ 2 ]         |
| 2020 | Increíbles audiolibros para adultos jóvenes                    | 10 mejores  | [ 14 ]        |
| 2020 | Lista de libros de Amelia Bloomer                              | Selección   | [ 15 ]        |
| 2020 | Premio Audie al título de adulto joven                         | Finalista   | [ 16 ]        |
| 2020 | ALA Mejor ficción para adultos jóvenes                         | 10 mejores  | [ 17 ] [ 18 ] |
| 2020 | Medalla Carnegie de ficción para adultos jóvenes               | Lista corta | [ 19 ]        |

## Adaptación cinematográfica
El 4 de febrero de 2019, Fox 2000 Pictures adquirió los derechos para adaptar la novela, con George Tillman Jr., Robert Teitel y Jay Marcus de State Street Pictures como directores y productores, junto con Thomas Marty Bowen, Isaac Klausner y John Fischer de Temple Hill Entertainment. El 11 de diciembre de 2019, después de la adquisición de 21st Century Fox por parte de Disney y el cierre de Fox 2000, Paramount Players adquirió la adaptación cinematográfica con Kay Oyegun contratada como guionista y Tillman Jr. como director. El 19 de octubre de 2020, la directora de cine keniata Wanuri Kahiu reemplazó a Tillman Jr. como director de la película. El 10 de junio de 2021, se anunció que Sanaa Lathan haría su debut como directora de la película, reemplazando a Kahiu.
Se ha anunciado que la película se estrenará en el Festival Internacional de Cine de Toronto de 2022. También se anunció que la adaptación se estrenaría el 23 de septiembre de 2022, tanto como estreno limitado como en Paramount+.